# Koloni
Koloni (gr. Κολώνη) – część gminy miejskiej Jeroskipu, na Cyprze w dystrykcie Pafos. Leży 5 km na południe od Pafos. W pobliżu Koloni (9 km) znajduje się międzynarodowy port lotniczy.